# 米ケ袋 (弘前市)
- 米ヶ袋

米ケ袋（よねがふくろ）は、青森県弘前市の大字で、旧中津軽郡東目屋村の大字。郵便番号は036-1443。

## 地理
当地の北を岩木川が流れ、北は中野、東は平山、南は旧中津軽郡相馬村大助、西は番館に接する。

### 小字
小字として岡部・川辺・村元がある。

## 沿革
- 1889年（明治22年） - 東目屋村の大字。
- 1891年（明治24年） - 当時の記録では人口112、戸数14、厩12であった。
- 1922年（大正11年） - 当時の村況は、きこりを業としていたとされている。
- 1955年（昭和30年） - 弘前市に編入、弘前市の大字になる。

## 世帯数と人口
2017年（平成29年）6月1日現在の世帯数と人口は以下の通りである。
| 大字               | 世帯数 | 人口 |
| ------------------ | ------ | ---- |
| 米ケ袋（小字全域） | 21世帯 | 56人 |

## 施設

### 商業
- 白神酒造

### 公共
- 米ヶ袋公民館

## 小・中学校の学区
市立小・中学校に通う場合、学区は以下の通りとなる。
| 大字   | 番地 | 小学校               | 中学校               |
| ------ | ---- | -------------------- | -------------------- |
| 米ケ袋 | 全域 | 弘前市立東目屋小学校 | 弘前市立東目屋中学校 |

## 交通
- 弘南バス

中野（弘前 - 田代・川原平・大秋線）停留所